# Nemacheilus marang
Nemacheilus marang és una espècie de peix de la família dels balitòrids i de l'ordre dels cipriniformes.
Té un patró de color compost per 10-18 franges de color marró fosc als flancs, les quals s'estenen des de la línia mitjana dorsal fins a sota la línia lateral.
És un peix d'aigua dolça, demersal i de clima tropical, el qual viu a Borneo (Indonèsia).
És inofensiu per als humans.